# قانون لانهام
قانون لانهام (بالإنجليزية: Lanham Act) ويعرف أيضاً قانون العلامة التجارية، هو القانون الأساسي الفيدرالي للعلامات التجارية في الولايات المتحدة، ويحمي مالك العلامة المسجلة فيدراليًا من استخدام علامات مماثلة، إذا كان هذا الاستخدام محتملاً ليؤدي إلى ارتباك المستهلك، أو إذا  كان من المحتمل أن يحدث تخفيف لعلامة تجارية مشهورة.

## التاريخ
- سُمي هذا القانون على اسم النائب فريتز جي لانهام من تكساس، وتم تمريره في 5 يوليو 1946، ووقعه الرئيس هاري ترومان ليصبح قانونًا، وأصبح ساري المفعول في 6 يوليو 1947.

- في حالات نادرة، قد ينشأ تعارض بين العلامات التجارية التي كانت قيد الاستخدام منذ ما قبل دخول قانون لانهام حيز التنفيذ، مما يتطلب من المحاكم فحص النزاع وفقًا لقانون العلامات التجارية الذي كان قائمًا قبل قانون لانهام.

- قبل صدوره، كانت العلامات التجارية تعتمد فقط على الحماية بموجب القانون العام على مستوى الدولة.

- أثبتت القوانين الفيدرالية اللاحقة عدم فعاليتها، مما أدى إلى الارتباك وعدم كفاية حماية العلامات.

- ظهر قانون لانهام كحل طال انتظاره، ويهدف إلى تنظيم إنشاء العلامات التجارية واستخدامها بشكل شامل، وتوفير الحماية لكل من أصحاب العلامات التجارية والمستهلكين.

- تم تعديل القانون عدة مرات منذ صدوره. تم تعزيز تأثيرها بشكل كبير من خلال قانون تزييف العلامات التجارية لعام 1984.[3]

## أهلية العلامة التجارية
- يجب أن تكون قيد الاستخدام في التجارة ويجب أن تكون مميزة.

- يجب أن تكون العلامة مميزة، فيتناول قدرة العلامة التجارية على تحديد وتمييز سلع معينة باعتبارها صادرة عن منتج أو مصدر دون آخر.

- تنقسم العلامات التجارية تقليديًا إلى أربع فئات من التمييز: التعسفي، والإيحائي، والوصفي، والعامة.[4]

## سجلات العلامات التجارية
المتطلبات التي يجب أن تستوفيها العلامة لتلقي التسجيل في السجل الرئيسي، والذي يمنح حقوقًا مختلفة لمالك العلامة التجارية لمنع الآخرين من انتهاك علامتهم، ومن بين المتطلبات:
حظر تسجيل العلامات التي تشبه العلامات الموجودة بشكل مربك، أو تكون عامة أو وصفية فقط، أو فاضحة أو غير أخلاقية، أو تندرج ضمن فئات محظورة أخرى. تقديم إقرار باستمرار الاستخدام بعد خمس سنوات من التسجيل.

## انتهاك العلامة التجارية
لإثبات  انتهاك علامة تجارية بموجب قانون لانهام، يجب على المدعي إثبات ما يلي:
- أن يكون لدى المدعي علامة صالحة ومحمية قانوناً.

- يملك المدعي العلامة.

- يؤدي استخدام المدعى عليه للعلامة لتحديد السلع أو الخدمات إلى احتمال حدوث ارتباك.[6]